# Бертолд (Північна Дакота)
Бертолд (англ. Berthold) — місто (англ. city) в США, в окрузі Ворд штату Північна Дакота. Населення — 490 осіб (2020).

## Географія
Бертолд розташований за координатами 48°18′55″ пн. ш. 101°44′4″ зх. д. / 48.31528° пн. ш. 101.73444° зх. д. (48.315337, -101.734536).  За даними Бюро перепису населення США в 2010 році місто мало площу 0,96 км², уся площа — суходіл. В 2017 році площа становила 3,07 км², уся площа — суходіл.

## Демографія
Згідно з переписом 2010 року, у місті мешкали 454 особи в 166 домогосподарствах у складі 120 родин. Густота населення становила 472 особи/км².  Було 178 помешкань (185/км²).
Расовий склад населення:
| - 98,7 % — білих - 0,2 % — чорних або афроамериканців |

До двох чи більше рас належало 1,1 %. Частка іспаномовних становила 1,8 % від усіх жителів.
За віковим діапазоном населення розподілялося таким чином: 33,3 % — особи молодші 18 років, 53,5 % — особи у віці 18—64 років, 13,2 % — особи у віці 65 років та старші. Медіана віку мешканця становила 37,2 року. На 100 осіб жіночої статі у місті припадало 109,2 чоловіків;  на 100 жінок у віці від 18 років та старших — 113,4 чоловіків також старших 18 років.
Середній дохід на одне домашнє господарство  становив 91 898 доларів США (медіана — 69 750), а середній дохід на одну сім'ю — 98 234 долари (медіана — 75 417). За межею бідності перебувало 2,2 % осіб, у тому числі 1,7 % дітей у віці до 18 років та 1,6 % осіб у віці 65 років та старших.
Цивільне працевлаштоване населення становило 182 особи. Основні галузі зайнятості: сільське господарство, лісництво, риболовля — 23,6 %, освіта, охорона здоров'я та соціальна допомога — 20,9 %, будівництво — 15,9 %, оптова торгівля — 11,5 %.